# 山上村 (鳥取県)
山上村（やまがみそん）は、鳥取県日野郡にあった村。現在の日野郡日南町の一部にあたる。

## 地理
日野川の支流・小原川の上流域一帯に広がる山間に位置していた。
- 河川：黒谷川[3]、笠木川[4]、佐木谷川[5]、小濁川[5]

## 歴史
- 1889年（明治22年）10月1日、町村制の施行により、日野郡茶屋村、笠木村、福寿実村、福万来村、佐木谷村が合併して村制施行し、山上村が発足[1][2]。旧村名を継承した茶屋、笠木、福寿実、福万来、佐木谷の5大字を編成[2]。役場を大字茶屋に設置（1897年廃止、大字笠木字共栄に移転）[3][4]。
- 1955年（昭和30年）5月20日、日野郡日野上村と合併し、町制施行し伯南町を新設して廃止された[1][2]。合併後、伯南町大字茶屋・笠木・福寿実・福万来・佐木谷となる[2]。

## 産業
- 農業、林業[2]
- 産物：米、木炭[2]

## 交通

### 道路
- 1919年（大正8年）県道多里伯太線開通[5]